# Almir Turković
Almir Turković (Sarajevo, Bòsnia i Hercegovina, 3 de novembre de 1970) és un futbolista bosnià. Va disputar 7 partits amb la selecció de Bòsnia i Hercegovina.

## Estadístiques
| Selecció de Bòsnia i Hercegovina | Selecció de Bòsnia i Hercegovina | Selecció de Bòsnia i Hercegovina |
| Anys                             | Partits                          | Gols                             |
| -------------------------------- | -------------------------------- | -------------------------------- |
| 1995                             | 1                                | 0                                |
| 1996                             | 1                                | 0                                |
| 1997                             | 0                                | 0                                |
| 1998                             | 1                                | 0                                |
| 1999                             | 3                                | 0                                |
| 2000                             | 0                                | 0                                |
| 2001                             | 0                                | 0                                |
| 2002                             | 0                                | 0                                |
| 2003                             | 1                                | 0                                |
| Total                            | 7                                | 0                                |